# PGC 90603
LEDA/PGC 90603 ist eine Spiralgalaxie vom Hubble-Typ Sc im Sternbild Widder auf der Ekliptik. Sie ist schätzungsweise 889 Millionen Lichtjahre von der Milchstraße entfernt und hat einen Durchmesser von etwa 45.000 Lichtjahren. Vom Sonnensystem aus entfernt sich das Objekt mit einer errechneten Radialgeschwindigkeit von näherungsweise 19.800 Kilometern pro Sekunde.
Im selben Himmelsareal befinden sich unter anderem die Galaxien NGC 871, NGC 877, PGC 1454406, PGC 1469738.